# Марко Ройс
Ма́рко Ройс (нім. Marco Reus; нар. 31 травня 1989, Дортмунд) — німецький футболіст, лівий атакувальний півзахисник клубу «Лос-Анджелес Гелаксі».

## Клубна кар'єра

### Ранні роки
Марко є вихованецем юнацьких команд футбольних клубів «Боруссія» (Дортмунд) та «Рот Вайс» (Ален). На початковому етапі кар'єри Ройс намагався закріпитися в складі «Боруссії», але був визнаний безперспективним і змушений був у 17-річному віці відправиться в скромний «Рот-Вайсс» з Алена. У перший рік там атакуючий півзахисник зіграв в шести іграх за другу команду та відзначився трьома влучними ударами. Наступного року Ройс зміг пробитися до головної команди Аллена, який на той час грав у третьому німецькому дивізіоні. Він відіграв 14 матчів і забив 2 голи, тим самим допомігши своїй команді вийти до 2 Бундесліги.

### «Боруссія» (Менхенгладбах)
25 травня 2009 підписав чотирирічний контракт з менхенгладбахської «Боруссією». 9 серпня 2009 дебютував у Бундеслізі в гостьовому матчі першого туру проти «Бохума», який закінчився внічию 3:3. На 70-й хвилині матчу Марко вийшов на поле, замінивши Каріма Матмура.
Протягом трьох сезонів у Менхенгладбасі молодий півзахисник був одним з лідерів і головних бомбардирів команди.

### «Боруссія» (Дортмунд)
4 січня 2012 підписав пятирічний контракт з дортмундською «Боруссією» . Хоча на Ройса претендувала й мюнхенська «Баварія» 
, клуб значно багатший й авторитетніший, Марко все ж таки захотів повернутись до рідного Дортмунда.
У дортмундському клубі відразу став гравцем основного складі і одним з лідерів атак, поступаючись за результативністю лише «чистим» форвардам — спочатку Роберту Левандовському, а після переходу останнього до «Баварії» — П'єру-Емеріку Обамеянгу. Влітку 2016 року, після того як команду залишив Матс Гуммельс, перейшовши до тієї ж «Баварії», був обраний капітаном команди.
27 травня 2017 року, у фінальній грі за Кубок Німеччини, зазнав важкої травми — надриву хрестоподібних зв'язок коліна, і був замінений у перерві. Його команда довела гру до перемоги, принісши Ройсу перший великий трофей у кар'єрі.
Через відновлення від травми майже повністю пропустив сезон 2017/18, взявши по його ходу участь лише у п'яти матчах в усіх турнірах. 9 березня 2018 року подовжив свій контракт з дортмундським клубом до 2023 року. 

## Виступи за збірні
2009 року залучався до складу молодіжної збірної Німеччини. На молодіжному рівні зіграв у 2 офіційних матчах.
Восени 2011 року дебютував в офіційних матчах у складі національної збірної Німеччини. Наступного року був включений до заявки команди на Євро-2012. На турнірі уперше вийшов на поле у грі чвертьфіналу проти Греції, відразу у стартовому складі, і відзначив свій дебют забитим голом, зробивши внесок у перемогу з рахунком 4:2. Другою і останньою грою Ройса на континентальній першості був півфінал проти збірної Італії, де він вийшов на поле у перерві за рахунку 2:0 на користь італійців. Не зміг допомогти німецькій команді бодай зрівняти рахунок і вона завершила боротьбу на цьому турнірі. 
Був серед лідерів команди у відборі на чемпіонат світу 2014 року, відзначившись по його ходу п'ятьма голами і трьома результативними передачами у шести матчах. Був включений до заявки німецької команди для участі у фінальній частині мундіалю, який згодом завершився її перемогою, проте отримав травму в одному з контрольних матчів і був змушений пропустити фінальний турнір.
У фінальній частині чемпіонату Європи 2016 року Ройс також не зміг взяти участь через чергову травму.
4 червня 2018 року був включений до заявки національної команди для участі у тогорічному чемпіонаті світу в Росії.
| Дата       | Місто                   | Господарі  | Результат | Гості             | Турнір                | Голи | Примітки |
| ---------- | ----------------------- | ---------- | --------- | ----------------- | --------------------- | ---- | -------- |
| 7-10-2011  | Стамбул                 | Туреччина  | 1 – 3     | Німеччина         | Відбір до ЧЄ 2012     | -    | 90'      |
| 11-10-2011 | Дортмунд                | Німеччина  | 3 – 1     | Бельгія           | Відбір до ЧЄ 2012     | -    | 71'      |
| 15-11-2011 | Гамбург                 | Німеччина  | 3 – 0     | Нідерланди        | товариський матч      | -    | 82'      |
| 29-2-2012  | Бремен                  | Німеччина  | 1 – 2     | Франція           | товариський матч      | -    | 70'      |
| 26-5-2012  | Базель                  | Швейцарія  | 5 – 3     | Німеччина         | товариський матч      | 1    | 46'      |
| 31-5-2012  | Лейпциг                 | Німеччина  | 2 – 0     | Ізраїль           | товариський матч      | -    | 83'      |
| 22-6-2012  | Гданськ                 | Німеччина  | 4 – 2     | Греція            | ЧЄ 2012 - чвертьфінал | 1    | 80'      |
| 28-6-2012  | Варшава                 | Німеччина  | 1 – 2     | Італія            | ЧЄ 2012 - півфінал    | -    | 46'      |
| 15-8-2012  | Франкфурт-на-Майні      | Німеччина  | 1 – 3     | Аргентина         | товариський матч      | -    |          |
| 7-9-2012   | Ганновер                | Німеччина  | 3 – 0     | Фарерські острови | Відбір до ЧС 2014     | -    |          |
| 11-9-2012  | Відень                  | Австрія    | 1 – 2     | Німеччина         | Відбір до ЧС 2014     | 1    | 46'      |
| 12-10-2012 | Дублін                  | Ірландія   | 1 – 6     | Німеччина         | Відбір до ЧС 2014     | 2    | 30' 66'  |
| 16-10-2012 | Берлін                  | Німеччина  | 4 – 4     | Швеція            | Відбір до ЧС 2014     | -    | 83' 88'  |
| 14-11-2012 | Амстердам               | Нідерланди | 0 – 0     | Німеччина         | товариський матч      | -    | 90'      |
| 26-3-2013  | Нюрнберг                | Німеччина  | 4 – 1     | Казахстан         | Відбір до ЧС 2014     | 2    | 90+1'    |
| 14-8-2013  | Кайзерслаутерн          | Німеччина  | 3 – 3     | Парагвай          | товариський матч      | -    | 62'      |
| 6-9-2013   | Мюнхен                  | Німеччина  | 3 – 0     | Австрія           | Відбір до ЧС 2014     | -    | 44' 90'  |
| 15-11-2013 | Мілан                   | Італія     | 1 – 1     | Німеччина         | товариський матч      | -    | 59'      |
| 19-11-2013 | Лондон                  | Англія     | 0 – 1     | Німеччина         | товариський матч      | -    | 82'      |
| 1-6-2014   | Менхенгладбах           | Німеччина  | 2 – 2     | Камерун           | товариський матч      | -    |          |
| 6-6-2014   | Майнц                   | Німеччина  | 6 – 1     | Вірменія          | товариський матч      | -    | 45'      |
| 3-9-2014   | Дюссельдорф             | Німеччина  | 2 – 4     | Аргентина         | товариський матч      | -    |          |
| 7-9-2014   | Дортмунд                | Німеччина  | 2 – 1     | Шотландія         | Відбір до ЧЄ 2016     | -    | 90+2'    |
| 25-3-2015  | Кайзерслаутерн          | Німеччина  | 2 – 2     | Австралія         | товариський матч      | 1    | 73'      |
| 29-3-2015  | Тбілісі                 | Грузія     | 0 – 2     | Німеччина         | Відбір до ЧЄ 2016     | 1    |          |
| 8-10-2015  | Дублін                  | Ірландія   | 1 – 0     | Німеччина         | Відбір до ЧЄ 2016     | -    |          |
| 11-10-2015 | Лейпциг                 | Німеччина  | 2 – 1     | Грузія            | Відбір до ЧЄ 2016     | -    | 90'      |
| 26-3-2016  | Берлін                  | Німеччина  | 2 – 3     | Англія            | товариський матч      | -    | 64'      |
| 29-3-2016  | Мюнхен                  | Німеччина  | 4 – 1     | Італія            | товариський матч      | -    | 61'      |
| 2-6-2018   | Клагенфурт-ам-Вертерзеє | Австрія    | 2 – 1     | Німеччина         | товариський матч      | -    | 67'      |
| 8-6-2018   | Леверкузен              | Німеччина  | 2 – 1     | Саудівська Аравія | товариський матч      | -    | 57'      |
| Усього     |                         | Матчів     | 31        |                   | Голів                 | 9    |          |

## Досягнення

### Клубні
«Боруссія» (Дортмунд)
- Володар Суперкубка Німеччини (3): 2013, 2014, 2019
- Переможець молодіжного чемпіонату Європи (1):

Німеччина U-21: 2009
- Фіналіст Ліги чемпіонів (1) : 2012-13
- Володар Кубка Німеччини (2): 2016-17, 2020-21

### Індивідуальні
- Футболіст року в Німеччині (2): 2012, 2019